# Bataille de Gwanga
Septième guerre cafre
La bataille de Gwanga est livrée le 8 juin 1846 en Afrique du Sud, près du Cap de Bonne-Espérance pendant la septième guerre cafre (1846-1847).
Une importante armée xhosa qui assiège Fort Peddie commet l'imprudence d'accepter d'affronter en rase campagne les troupes de secours commandées par le colonel Henry Somerset. Chargés par la cavalerie britannique, les Xhosas subissent une défaite décisive.

## Sources
- (en) Donald Featherstone, Victorian colonial warfare, Blandford, 1993,  (ISBN 0-7137-2255-X).
- (en) Tony Jaques (direction), Dictionary of Battles and Sieges, tome 2, Greenwood Press, 2007,  (ISBN 0-313-33538-9)
- Jean-Philippe Liardet, Naissance d'un peuple et d'une nation, dans la revue Champs de bataille thématique, n°37, La Grande Guerre des Boers, 2013